# Neuilly-le-Vendin
Neuilly-le-Vendin – miejscowość i gmina we Francji, w regionie Kraj Loary, w departamencie Mayenne.
Według danych na rok 1990 gminę zamieszkiwały 403 osoby, a gęstość zaludnienia wynosiła 28 osób/km² (wśród 1504 gmin Kraju Loary Neuilly-le-Vendin plasuje się na 907. miejscu pod względem liczby ludności, natomiast pod względem powierzchni na miejscu 806.).